# Eulithis interrupta
Eulithis interrupta là một loài bướm đêm trong họ Geometridae.